# Ma.Bra. E.P. Volume 5
Ma.Bra. E.P. Volume 5 è un singolo dell'anno 2008, del dj italiano Maurizio Braccagni in arte Ma.Bra.

## Tracce
1. I Wanna Know 5:46
2. Una Nuova Energia 5:28
3. I Won't Forget You  5:47
4. Call On Me 5:50